# Comuna Novoselivka, Liubașivka
Novoselivka (în ucraineană Новоселівка) este o comună în raionul Liubașivka, regiunea Odesa, Ucraina, formată din satele Demîdivka, Dmîtrivka și Novoselivka (reședința).

## Demografie
Componența lingvistică a comunei Novoselivka
     Ucraineană (82,75%)
     Română (15,64%)
     Rusă (1,52%)
     Alte limbi (0,09%)
Conform recensământului din 2001, majoritatea populației comunei Novoselivka era vorbitoare de ucraineană (82,75%), existând în minoritate și vorbitori de română (15,64%) și rusă (1,52%).